# Гармата Армстронга

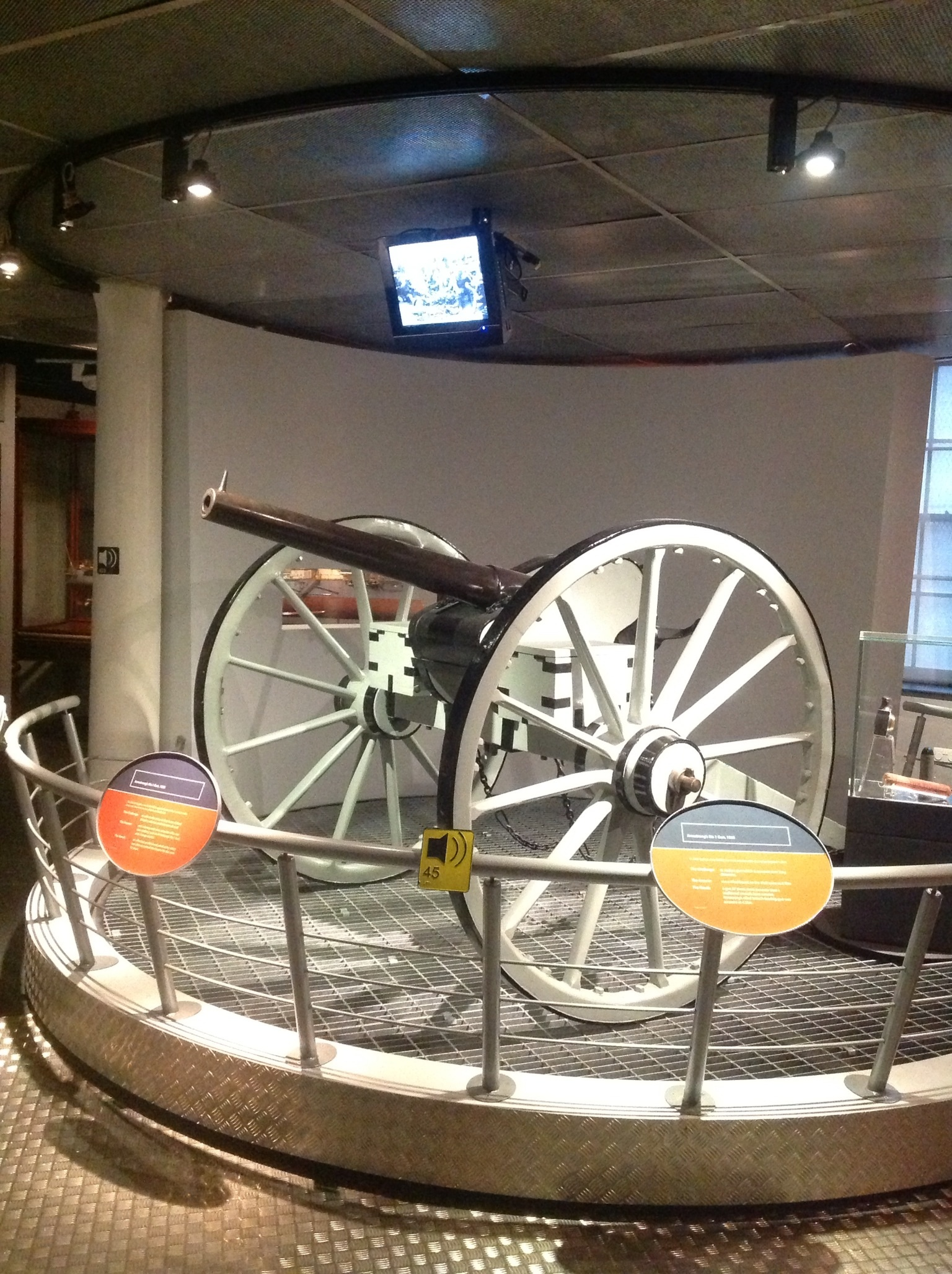
Перша гармата Армстронга в музеї Ньюкасла

Гармата Армстронга — перша нарізна зброя зі скріпленим стволом, винайдена британським інженером Вільямом Армстронгом в 1854.

## Історія
До того гармати відливалися виключно цільними, з чавуну або бронзи, або виковували з заліза. Армстронг виробив систему складеного ствола гармати, що складається з головної тонкої сталевої труби, в яку поміщається канал і камора і на яку накладаються на гарячому стані циліндри в кілька шарів з кованого заліза; вони після охолодження зі значним натягом охоплюють трубу, яка таким чином отримує значно більшу опірність розривній дії порохових газів.
Гармата Армстронга послужила прототипом системи скріплення гармат циліндрами або кільцями, яка довгий час була майже єдиною конструкцією сучасних гармат (тільки Австрія останньою зберігала цільні бронзові гармати). Крім того, гармата Армстронга була і першою нарізною гарматою, що заряджалося з казни.
Спосіб виготовлення скріплюючих циліндрів відрізнявся також особливістю: вони готувалися із залізних смуг, що навиваються в розпеченому стані спірально на циліндричний стрижень, і зварювали проковуванням. Гармати цього типу введені у 1859 році в Англії. Однак складність затвора та поводження з ним, a також невпевненість у їх міцності незабаром змусили Англію відмовитися від заряджання з казни, надовго поколивавши довіру англійців до казеннозарядних гармат.